# Yacimiento arqueológico del Pico del Castillo
El yacimiento arqueológico del Pico del Castillo se ubica en su cima, en el término municipal de Medio Cudeyo (Cantabria, España). Se trata de un yacimiento con un alto interés arqueológico, ya que contiene los restos de lo que fue un castillo medieval de planta irregular adaptada a la orografía de la cumbre. En virtud de su tipología constructiva y por los materiales arqueológicos recuperados, se le puede asignar una cronología altomedieval, entre los siglos VIII y XI.
El castillo presenta una planta irregular con unas dimensiones aproximadas de 19 por 16 metros. A su alrededor se dispone un potente canchal de piedra caliza, que se interpreta como el derrumbe del alzado de sus muros, de los que solamente se conservan in situ sus cimientos. Asimismo, se observa una muralla armada con sillares rústicos y mampostería, unidos con mortero de cal, que en la actualidad se encuentra muy soterrada y cubierta de vegetación, aunque presente en la totalidad del perímetro salvo en el extremo suroeste.
Cabe resaltar, por último, su especial interés arqueológico, histórico y científico, al tratarse de una de las estructuras medievales militares mejor conservadas de Cantabria.
Por otra parte, el yacimiento conserva un potente registro arqueológico, del que sólo se han extraído algunos materiales, que se encuentran depositados en el Museo Regional de Prehistoria y Arqueología de Santander.